# The Seattle Times

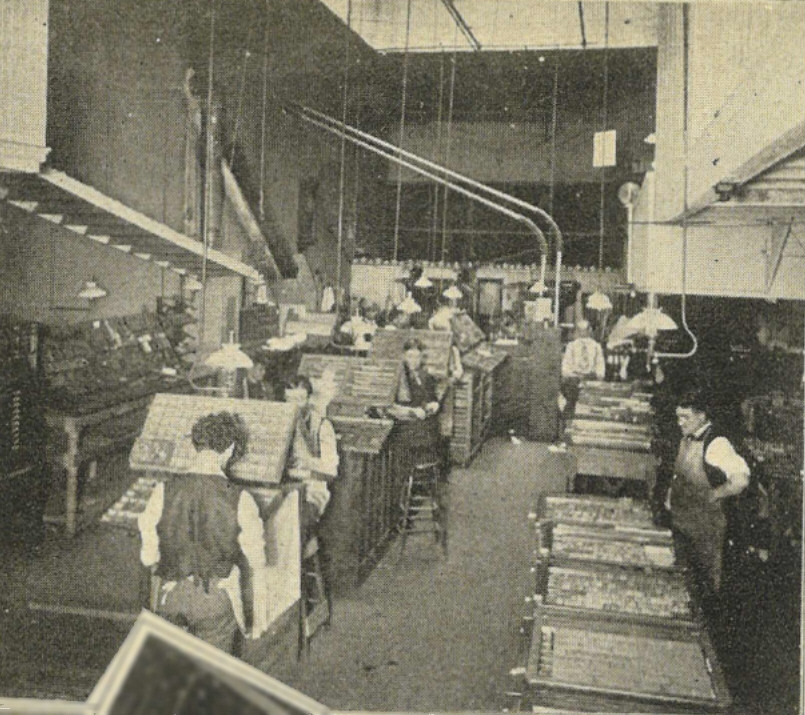
Redacción del Seattle Times en 1900.

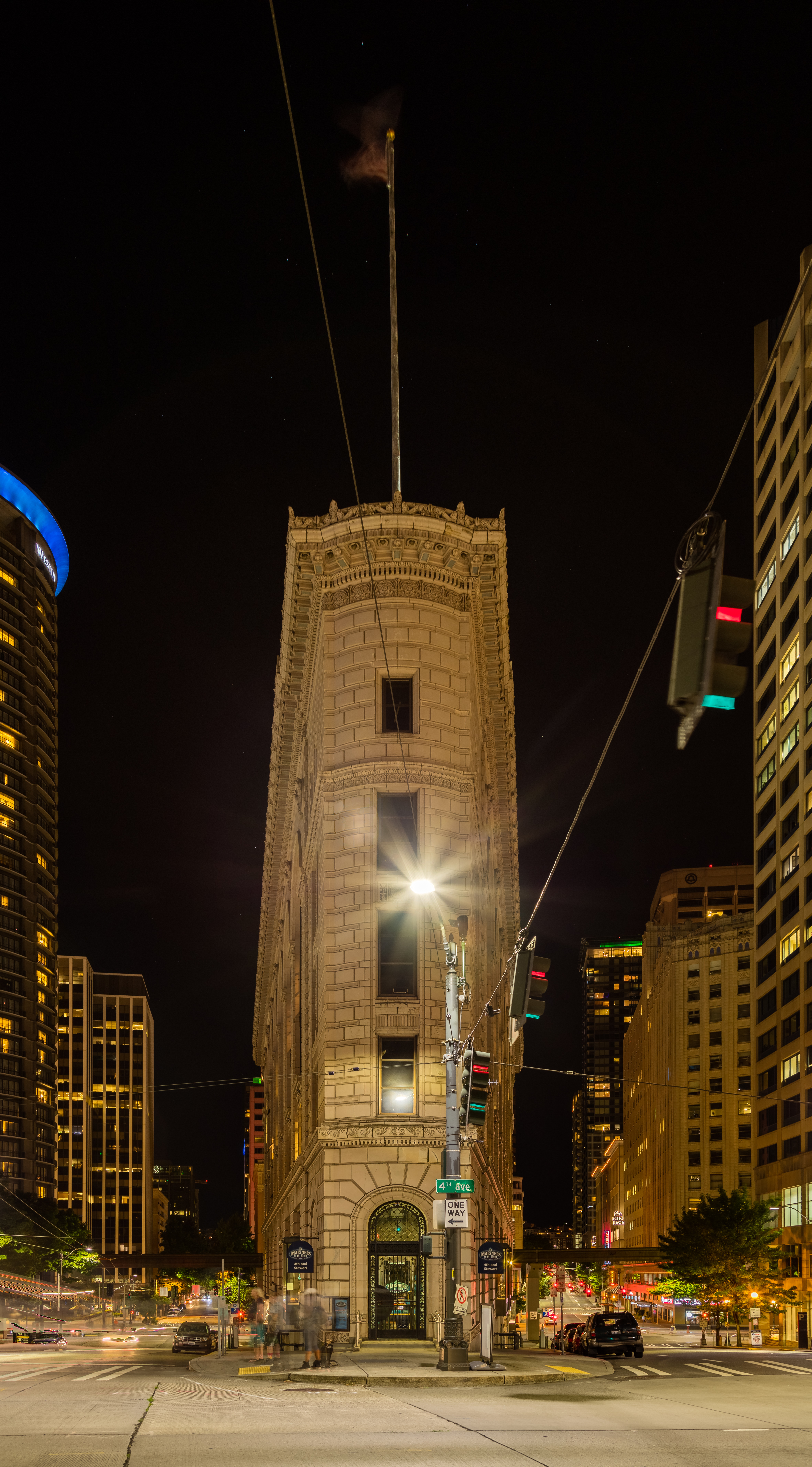
Antiguo edificio del Seattle Times en Seattle.

The Seattle Times es un popular periódico estadounidense, con sede en Seattle, Washington y fundado en 1891. Su formato es el de broadsheet. Se publica a diario y profundiza particularmente asuntos de la ciudad de Seattle. Con la llegada de la música grunge a inicios de los años 1990, proveniente del propio Seattle, el diario comenzó a interesarse también por la música, tema habitual en sus columnas. Ha recibido nueve premios Pulitzer por distintos reportajes de investigación.

## Columnistas destacados
- Tom Robbins